# Avia BH-22

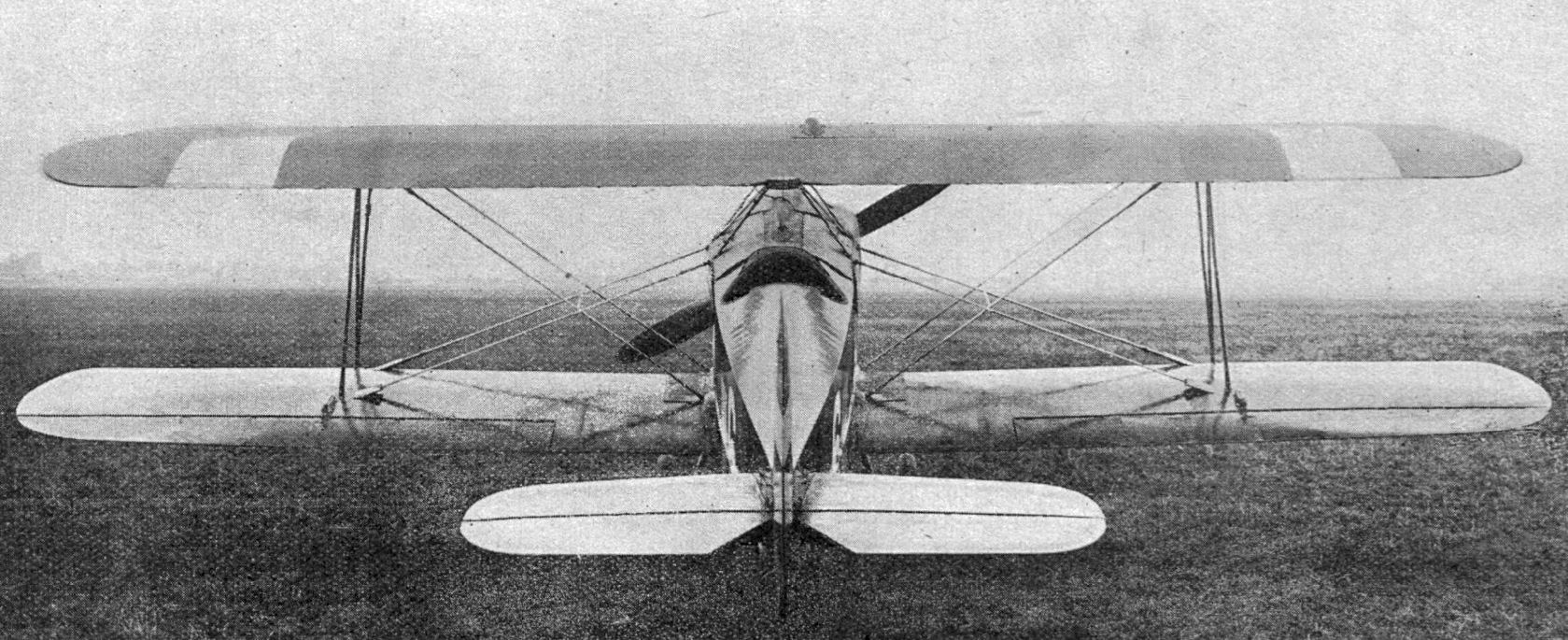
Avia BH-22

De Avia BH-22 is een Tsjechoslowaaks dubbeldekker-lesvliegtuig gebouwd door Avia. De BH-22 is ontworpen door Pavel Beneš en Miroslav Hajn en maakte de eerste vlucht in 1924. Er zijn in totaal 30 stuks gebouwd.
In vergelijking met de BH-21 werd gewicht van de totale toestel verlaagd, terwijl in zijn geheel de constructie werd verstevigd om luchtacrobatische manoeuvres aan te kunnen. Verder werd er een stoel voor de instructeur ingeplaatst. De wapens uit de BH-21 werden verwijderd en vervangen door een camera. De BH-22 werd lang gebruikt in service als een tactisch geavanceerd lesvliegtuig. Uiteindelijk vonden enkele exemplaren hun weg naar Tsjechoslowaakse aeroclubs. 

## Specificaties
- Bemanning: 2
- Lengte: 6,87 m
- Spanwijdte: 8,90 m
- Vleugeloppervlak: 22,0 m2
- Leeggewicht: 686 kg
- Volgewicht: 860 kg
- Motor: 1× een door Škoda in licentie gebouwde Hispano-Suiza 8Aa, 134 kW (180 pk)
- Maximumsnelheid: 216 km/h
- Plafond: 6 200 m
- Klimsnelheid: 3,8 m/s

## Gebruikers
- Tsjechoslowakije